# Musculi multifidi
Als Musculi multifidi (Singular Musculus multifidus, von lat. vielgespalten, mannigfach; „viel gefiederte Muskeln“) bezeichnet man kurze, über drei Wirbelsäulensegmente verlaufende, strangförmige Skelettmuskeln. Sie gehören zur autochthonen Rückenmuskulatur, stabilisieren die Wirbelsäule auf segmentaler Ebene und sind bei allen Säugetieren zu finden.
Diese Muskelgruppe reicht vom Kreuzbein bis zum zweiten Halswirbel, wobei regionale Untergruppen gebildet werden können:
- Die Musculi multifidi sacrales entspringen am Kreuzbein, dem Darmbein und den sehnigen Strukturen der Region.
- Die Musculi multifidi lumbales entspringen an den Zitzenfortsätzen der Lendenwirbel.
- Die Musculi multifidi thoracici entspringen an den Querfortsätzen der Brustwirbel.
- Die Musculi multifidi cervicis entspringen an den Gelenkfortsätzen des 4. bis 7. Halswirbels.

Ihren Ansatz finden sie jeweils am Dornfortsatz des vorhergehenden Wirbels.